# REDDI
REDDI is een Deens-Zweedse band. 

## Biografie
REDDI werd begin 2022 opgericht door Mathilde Savery en Ihan Haydar uit Denemarken en Agnes Roslund en Ida Bergkvist uit Zweden. Het viertal nam met het nummer The show deel aan Dansk Melodi Grand Prix, de Deense preselectie voor het Eurovisiesongfestival. REDDI won met 37% van de stemmen, waardoor het mocht deelnemen aan het Eurovisiesongfestival 2022 in Turijn, Italië. De groep trad hier aan in de eerste halve finale op 10 mei 2022. Ze wisten zich niet te plaatsen voor de finale.
In juni 2022 besloot Roslund te stoppen met de band.

## Discografie
De band heeft de volgende singles uitgebracht:
- The Show (2022)
- Bad Pop Song (2022)